# Операция «Кольцо» (1991)
Операция «Кольцо» — этническая чистка, включающая комплекс мероприятий по силовому решению Карабахского конфликта, предпринятая советским руководством в 1991 году и превратившаяся в итоге в агрессию и депортацию ряда армянских гражданских поселений Ханларского района и НКАО.

## Предыстория
Деятельность незаконных вооружённых формирований с обеих сторон, активность которых в 1990 году и начале 1991 года повысилась, приводила к жертвам как среди военнослужащих и сотрудников МВД, так и среди мирных жителей. Непрерывный приток оружия способствовал формированию военизированных сил самообороны из числа этнических армян, что привело к спорадическим вооруженным столкновениям между армянами и азербайджанцами в регионе. 
В начале 1990 года в Армении начали появляться незаконные вооружённые формирования, крупнейшей и наиболее активной из которых была «Армянская освободительная армия» (АОА), численность которой по разным данным составляла от 5 тыс. до 10 тыс. человек. С территории Армении вооружённые группировки проникали в горные районы Карабаха и армянские сёла НКАО и прилегающих районов Азербайджана, а также используя украденное из тайников советской армии вооружение совершали рейды вдоль границы с Азербайджаном. Начиная с конца марта армянские вооруженные формирования, патрулировавшие в Нагорном Карабахе и вдоль границы с Нахичеванской АССР, начали вступать в конфликты с местными азербайджанскими сельскими жителями, что приводило к многочисленным жертвам. 
15 января 1990 года на территории НКАО, прилегающих к ней районов Азербайджанской ССР (в том числе в продолжавшем иметь преимущественно армянское население Шаумяновском районе), Горисского района Армянской ССР, а также в пограничной зоне вдоль госграницы СССР на территории Азербайджанской ССР было объявлено чрезвычайное положение. В НКАО были введены части Внутренних войск МВД СССР и Советской Армии. По мнению Оаны Транка, советские власти, оставив отговорки о беспристрастности, начали открыто поддерживать азербайджанцев. 
Внутренние войска СССР выполняли в области разграничительную функцию между армянским и азербайджанским населением, однако, будучи подчинены де-факто азербайджанским властям, часто выполняли их требования, не всегда законные. Обычной стала практика «проверок паспортного режима», под прикрытием которых зачастую проводились аресты среди мирного населения, обыски, грабежи. От арестов и избиений не были застрахованы даже высокопоставленные депутаты-армяне. Имели место также провокации, которые, согласно армянским экспертам, были организованы азербайджанскими спецслужбами с целью спровоцировать столкновения между армянским населением и частями МВД СССР.
По распоряжению генерал-майора В. Сафонова дорога Горис-Лачин из Армении в НКАО была перекрыта внутренними войсками, а между аэропортами Еревана и Степанакерта выполнялось не более семи рейсов в день. Въезд в НКАО со стороны Азербайджана оставался свободным. Взлётная полоса аэродрома Мардакерта была перепахана, в ноябре 1990 года Степанакертский аэропорт был передан азербайджанскому ОМОНу, полёты периодически срывались, в том числе при участии внутренних войск. Область находилась также и в информационной блокаде: была введена цензура, закрыты радио и телевидение.
Осенью 1990 года и в начале 1991 года резко обострилась ситуация в НКАО, соседнем армянонаселённом Шаумяновском районе и ряде сёл компактного проживания армян вокруг крупного армянского села Чайкенд (Геташен) на территории Ханларского района. Согласно данным правозащитной организации «Мемориал» за январь—апрель 1991 года на мирное армянское население было совершено 80 нападений вооруженных боевиков, на мирное азербайджанское население — 60 нападений. Количество жертв среди мирных граждан составило не менее 20 человек с каждой стороны. Участились нападения на военнослужащих.

## Цели и подготовка
Руководством операции было заявлено, что цель кампании заключается в выявлении армянских военизированных групп путём проверки паспортов и поиска оружия в Нагорном Карабахе и вокруг него. Однако какой бы ни была официальная причина действий, результатом стала принудительная депортация тысяч армян из района и уничтожение множества их домов.
Представители МВД Азербайджана, опрошенные организацией Helsinki Watch в июне 1991 г., утверждали, что паспортный режим был необходим, поскольку армяне нелегально переселялись в Нагорный Карабах, Ханларский и Шаумяновский районы для искусственого увеличения доли армянского населения в этих местах и участия в вооруженных восстаниях.

## Схема операции
Рано утром село окружалось военнослужащими внутренних войск МВД СССР либо Советской Армии. Вслед за этим в населённый пункт входил азербайджанский ОМОН и начинал обыски на предмет наличия оружия и боевиков, а также проверял паспорта жителей, это сопровождались избиениями, насилием и грабежами. Иногда вместе с сотрудниками ОМОНа в деревню с целью грабежа входили гражданские лица. Местным жителям предъявлялось требование навсегда покинуть село. Как правило, действия повторялись в течение двух-трёх дней вплоть до непосредственного выселения.

## Ход операции
- 10 апреля 1991 года было принято решение о начале операции против крупного села Чайкенд и расположенного вблизи него посёлка Мартунашен (Карабулак) в Ханларском районе, в которых было замечено вооружённое армянское формирование под командованием Татула Крпеяна[24]. Это произошло в ответ на игнорирование жителями армянских сёл требования покинуть свои сёла и искать себе убежища за пределами Азербайджана, а именно в Армении[25].
- В 20-х числах апреля 1991 года из Чайкенда были выведены подразделения ВВ СССР, осуществлявшие охрану этих населённых пунктов и подчиняющиеся коменданту особого района НКАО. Заодно с ОМОНом действовали и вооружённые азербайджанские отряды из окрестных селений. После вывода ВВ СССР обстрелы Чайкенда и Мартунашена усилились и участились; была прервана телефонная связь, отключена электроэнергия, запрещены полёты вертолётов из Армении, и сёла оказались в полной блокаде[26][27].
- 30 апреля 1991 года Чайкенд был блокирован подразделениями Бакинского полка ВВ МВД СССР под командованием полковника Машкова. Сначала в деревню вошли военнослужащие на бронетранспортёрах. За ними последовал ОМОН Азербайджана и учинил погром, нападая на дома, грабя и избивая сельчан. В результате было убито около десяти человек, десятки ранены, войска и ОМОН захватили 50 заложников. Оборонявшие село люди из отряда Татула Крпеяна, дашнака из Армении, который раньше работал учителем сельской школы, взяли в заложники несколько солдат. Участники вооружённых формирований ушли из Чайкенда горными тропами, а в течение недели жители обоих сёл были депортированы[24].
- 6 мая 1991 года недалеко от села Воскепар Ноемберянского района в засаду, устроенную солдатами 23-й дивизии СА, попали автобус и автомашина «Нива» с армянскими милиционерами. В результате 14 милиционеров были убиты, 10 — взяты в плен[24][28].

## Список депортированных сёл
По сведениям «Мемориала» и других источников, всего в ходе операции было депортировано 19 армянских сёл населением около 10 000 человек. Кроме этих сёл, другие источники также говорят о депортациях в сёлах, не относящихся к непосредственным районам проведения операции — в Аскеранском районе. Арестам, обыскам и ограблениям под предлогом проверки паспортного режима подвергалось также население других сёл, однако полностью они депортированы не были.
| №                                                                   | Название      | Район             | Дата депортации   | Примечание |
| ------------------------------------------------------------------- | ------------- | ----------------- | ----------------- | ---------- |
| 1                                                                   | Чайкенд       | Ханларский район  | 30 апреля — 8 мая |            |
| 2                                                                   | Мартунашен    | Ханларский район  | 30 апреля — 8 мая |            |
| 3                                                                   | Агбулаг       | Гадрутский район  | 13—16 мая         |            |
| 4                                                                   | Арпагядик     | Гадрутский район  | 13—16 мая         |            |
| 5                                                                   | Аракюль       | Гадрутский район  | 13—16 мая         |            |
| 6                                                                   | Баназур       | Гадрутский район  | 13—16 мая         |            |
| 7                                                                   | Бунядлы       | Гадрутский район  | 13—16 мая         |            |
| 8                                                                   | Джилан        | Гадрутский район  | 13—16 мая         |            |
| 9                                                                   | Доланлар      | Гадрутский район  | 13—16 мая         |            |
| 10                                                                  | Дашбашы       | Гадрутский район  | 13—16 мая         |            |
| 11                                                                  | Мюлькюдере    | Гадрутский район  | 13—16 мая         |            |
| 12                                                                  | Петросашен    | Гадрутский район  | 13—16 мая         |            |
| 13                                                                  | Спитакшен     | Гадрутский район  | 13—16 мая         |            |
| 14                                                                  | Замзур        | Гадрутский район  | 13—16 мая         |            |
| 15                                                                  | Цур           | Гадрутский район  | 13—16 мая         |            |
| 16                                                                  | Агджакенд     | Гадрутский район  | 13—16 мая         |            |
| 17                                                                  | Мецкаладереси | Шушинский район   | 18 мая            |            |
| 18                                                                  | Егцаог        | Шушинский район   | 18 мая            |            |
| 19                                                                  | Киров         | Шушинский район   | 18 мая            |            |
| Сёла, находившиеся вне непосредственного района проведения операции |               |                   |                   |            |
| 1                                                                   | Дашбулак      | Аскеранский район | 15 мая            |            |
| 2                                                                   | Бадара        | Аскеранский район | 15 мая            |            |

## Итоги и последствия
В течение всей операции «Кольцо», советская армия открыто поддерживала азербайджанскую этническую чистку армянских деревень, чем вызвала недоверие со стороны армян к советской власти.
По мнению журналиста Викена Четеряна проазербайджанская позиция советских войск и давление, оказанное на армян в ходе операции «Кольцо», вынудили армянские сёла создавать свои отряды самообороны и давать отпор.
Хотя цели операции «Кольцо» не были достигнуты из-за политической непримиримости и жёсткого военного сопротивления со стороны армян, тем не менее операция стала важным переломным моментом в карабахском конфликте, доведя напряженность между Арменией и Азербайджаном до уровня полномасштабной войны между республиками.